# 波麗安娜效應
波丽安娜效应（英語：Pollyanna principle），又称波丽安娜行为（Pollyannaism）或积极偏向（positive bias）是一种现象，指普遍人们会对于别人对他们的正面描述表示认同。这种与巴纳姆效应类似。研究表明，在潜意识层面，人脑会倾向于关注乐观向上的信息，而在意识层面我们却倾向于消极。对于这种潜意识里偏向于积极乐观的现象称之为波丽安娜效应。

## 概述
这个概念是由瑪格麗特·W·馬特林（Margaret W. Matlin）和大衛·J·史坦（David J. Stand）在1978年根据美國小說家愛蓮娜·霍奇曼·波特（Eleanor Emily Hodgman Porter）的小說作品《少女波丽安娜》之主人翁原型所提出，主人翁波丽安娜是一个充满乐观思想的女孩并且以乐观思想感染着身边的人。批评性格测试的人指责诸如MBTI的测试已经很明显地表现出了波丽安娜现象，使人傾向於認同它的人格分析，然而测试并不能准确检验出人的性格。

## 文獻
- Bloch, Arthur. . Price Stern Sloan. 1977: 41. ISBN 978-0-8431-0428-8.
- Furnham, A.; Schofield, S. . Current Psychological Research and Reviews. 1987.
- Hildebrandt, H.W. . 1979.
- Matlin, M.W; Gawron, V.J. . Journal of Personality Assessment. 1979, 43 (4): 411–412. PMID 16366974. doi:10.1207/s15327752jpa4304_14.
- Matlin, M.W; Stang, D.J. . 1978. ISBN 978-0-87073-815-9.
- Paul, A.M. . Free Press. 2004. ISBN 978-0-7432-4356-8.
- Pearrow, M. . Boston, MA: Charles River Media. 2002. ISBN 1-58450-056-5.